# 魏哲 (唐朝)
魏哲（616年—669年），字知人，唐朝政治人物，為唐朝首任安东都护。

## 生平
魏哲曾經跟隨唐太宗征讨高句丽。唐高宗時期跟隨皇帝到泰山举行封禅大典，後來又參與征伐高句丽。唐朝平定高句丽之后，魏哲出任安东都护，並在任內去世。